# Akkreditierung Austria
Akkreditierung Austria (AA) ist seit Inkrafttreten des Akkreditierungsgesetzes 2012 am  20. April 2012 die österreichische Regierungsstelle für die Akkreditierung von Kalibrierlaboratorien in Industrieunternehmen, Prüfinstitutionen, technischen Behörden usw.
Laut Akkreditierungsgesetz ist das Bundesministerium für Arbeit und Wirtschaft die österreichische Akkreditierungsstelle. Es hat diese Aufgabe der Organisationseinheit VI-5 Akkreditierung Austria übertragen. Die Akkreditierungsstelle „Akkreditierung Austria“ ist das österreichische Mitglied der internationalen Akkreditierungs-Dachorganisationen ILAC, IAF und EA. Sie wurde aufgrund der Europäischen Verordnung 765/2008 gegründet.